# 赛尔伍德桥
赛尔伍德桥（英語：Sellwood Bridge）是美国波特蘭的一座跨越威拉米特河的桁架桥。赛尔伍德桥是波特兰的第一座固定跨距的桥梁，是数英里范围内唯一的跨河通道，也是俄勒岡州最繁忙的两车道桥梁。赛尔伍德桥连接了西岸的赛尔伍德和东岸的威斯摩兰，承载43号俄勒冈州州道。此桥的所有者和营运方是姆尔特诺默县政府。这些年来，桥梁的状况已经有所恶化，在2000年代中期政府决定新建一座桥梁来代替老桥，这个为期三年半的重建计划最终在2011年底实施，2016年2月29日新桥建成通车。